# Георг Кристоф фон дер Шуленбург
Георг Кристоф фон дер Шуленбург (на немски: Georg Christoph Graf von der Schulenburg; * 1599; † 1631) е граф от „Бялата линия“ на благородническия род фон дер Шуленбург.
Той е син на граф Каспар III фон дер Шуленбург († 1581/1583) и съпругата му Елизабет фон Бредов. Внук е на граф Ханс VIII фон дер Шуленбург († 1558/1568) и Анна фон Финеке († сл. 1568). Правнук е на рицар Бусо II фон дер Шуленбург († сл. 1502/сл. 1508) и праправнук на Бусо I фон дер Шуленбург († 1475/1477), рицар от „Бялата линия“. Баща му е брат на графовете Бусо VI фон дер Шуленбург († 1601/1605), Фриц IX фон дер Шуленбург († 1605), женен за Анна Отилия фон Бисмарк († сл. 1581), и Ханс IX фон дер Шуленбург († 1588). Брат е на граф Александер II фон дер Шуленбург (1563 – 1628).

## Фамилия
Георг Кристоф фон дер Шуленбург се жени на 14 октомври 1599 г. за Мария фон Алвенслебен (* 26 ноември 1579, Рьогац; † 6 септември 1603), дъщеря на Йоахим I фон Алвенслебен (1514 – 1588) и третата му съпруга Маргарета фон дер Асебург (1541 – 1606), дъщеря на Йохан фон дер Асебург († 1567) и Клара фон Крам († 1579). Те имат осем деца, които не са женени:
- Йоахим фон дер Шуленбург († 1625)
- Каспар фон дер Шуленбург († 1626)
- Георг фон дер Шуленбург († 1626)
- Маргарета фон дер Шуленбург († 1623)
- Мария фон дер Шуленбург († 1604)
- Анна фон дер Шуленбург († 1626)
- Антон фон дер Шуленбург († 1608)
- Мария София фон дер Шуленбург († 1626)

Георг Кристоф фон дер Шуленбург се жени втори път за София фон дер Шуленбург, дъщеря на граф Антон II фон дер Шуленбург (1535 – 1593) и Рикса фон дер Шуленбург († 1593). Те имат четири деца:
- Берта фон дер Шуленбург († 1682), омъжена I. за Хайнрих фон Крозигк († 1637), II. 1651 г. за Волфганг фон Майер
- Рикса фон дер Шуленбург († 1626)
- Георг фон дер Шуленбург († 1626)
- Луция фон дер Шуленбург († 1615)

Георг Кристоф фон дер Шуленбург се жени трети път за Елза фон Кампен. Бракът е бездетен.